# 小林昭二
小林 昭二（こばやし あきじ、1930年〈昭和5年〉9月6日あるいは9月26日  - 1996年〈平成8年〉8月27日）は、日本の俳優、声優。本名同じ。
東京府豊多摩郡出身。血液型はAB型、身長は164センチメートル、体重は58キログラム。日本大学芸術学部映画学科中退。

## 来歴・人物
劇団俳優座養成所の第2期生で、同期には小沢昭一や土屋嘉男がいる。1952年に新東宝の映画『殺人容疑者』で銀幕デビュー。1953年4月に劇団仲間に入団し、同年6月に退団。1954年10月から1956年11月までは新協劇団に所属。1957年3月から1959年8月までは再び劇団仲間に所属。1960年4月から1962年2月までは劇団新人会に所属。1962年3月から俳優小劇場に所属。その後は舞プロモーションに所属していた。
舞台を中心に各社の映画に出演する一方、円谷プロダクションや東映製作の特撮テレビ作品で活躍。『ウルトラマン』のムラマツキャップ（隊長）役や『仮面ライダー』の立花藤兵衛役などが広く知られる。また、『ゴジラシリーズ』や『ガメラ2 レギオン襲来』など、日本の代表的な特撮シリーズに多く出演している。
時代劇や現代劇で数々の作品に出演しており、悲運な小市民から重厚な黒幕、さらには狂気を感じさせる極悪大盗賊など、善役から悪役まで幅広い役柄を演じ、いぶし銀の存在感を見せた。コメディ演技も得意としていた。市川崑監督からの信任も厚く、金田一耕助シリーズには全作出演している。地味な役ばかりだが、最終作『病院坂の首縊りの家』では『無法松の一生』を想起させる渋い見せ場が用意され、貢献に報いられた。また、ジョン・ウェインの声の吹き替えや時代劇作品のナレーターなど、声優としての実績も数多い。
1996年7月に入ってから咳が止まらなくなり検査入院したところ、末期の肺癌と判明する。その後闘病生活を送っていたが、8月27日に肺癌のため昭和大学附属藤が丘病院で死去。65歳没。

## エピソード
東宝の俳優であった中島春雄は、小林について小柄だが存在感のあるうまい役者であったと評しており、本人も穏やかな人物であったと証言している。
特撮作品については、ただ怪獣が出てきてビルを壊すだけではなく、脚本の面白さと特撮の素晴らしさが重要であるといい、演じている自身らが唸らせられるような作品を作ってもらいたいと述べていた。

### ウルトラシリーズ
後輩役者の面倒見がいいという面でも信頼され、初代『ウルトラマン』の出演者やスタッフからは普段から「キャップ」と呼ばれ親しまれていた。ムラマツキャップ役を演じるにあたって、黒部進ら共演者に「子供番組であるからといって、子供にこびることはない。一般ドラマと同じように演じること」と諭したという。
『ウルトラマン』の前に『ウルトラQ』第19話にゲスト出演しており、この時の印象について「面白いフィルムだった」と述懐している。
後年、俳優の京本政樹との対談の中で『ウルトラマン』に出演が決定して、科学特捜隊のコスチュームについて「恥ずかしかった」と述べており、「こんなの着てやるのかと思ったら本当に降りようかと思った」と笑いながら答えている。
第26・27話「怪獣殿下 前・後篇」で大阪城ロケを行ったが、当時無免許だった小林は隊員服のまま科特隊専用車で城下を一周したところ、警察に捕まってしまった。平謝りだったが、撮影中に免許をとり、「パトカー連れて帰って来た」と有名になったという。
第37話「小さな英雄」で、デパート内で科特隊員が怪獣ピグモンを発見するシーンのロケで、先に科特隊の反応を撮影し、のちにピグモンのみを撮影したため、ラッシュで出演者の驚く表情が少々大げさに映っていることを見た小林は、「ピグモンを見ての反応としてはおかしい」として撮り直しを進言し、撮影スケジュールが押す中で、再びデパートでのロケ撮影が行われた。絵づくりに対するこだわりのうかがえるエピソードである。
『ウルトラマンG』では、アーサー・グラント隊長の吹き替えを担当した。本作の声優の中で京本政樹と柳沢慎吾は、アフレコ未経験に近い状態であったため、京本は小林に迷惑をかけてしまったと述べている。ある回のアフレコ終了後、京本は自家用車で小林を送る際に検問に引っかかってしまい、京本の運転手が免許証を提示するのに手間取っていた。代わりに応対した小林に警察官が敬礼し、ノーチェックで通されたという。
1997年の映画『ウルトラマンゼアス2 超人大戦・光と影』には、同作の第1作同様かつての『ウルトラマン』のレギュラー俳優がゲスト出演しており、前年に逝去した小林も二瓶正也の持つ遺影として登場した。

### 仮面ライダーシリーズ
東映プロデューサーだった平山亨によれば、TBSで『ウルトラマン』と次回作『キャプテンウルトラ』の番組引継ぎパーティーが行われた際に小林と歓談する機会を持ち、小林の子供番組に対する真摯（）な姿勢に深く感銘を受けたという。このことが、のちに『仮面ライダー』の立花藤兵衛役の起用につながったという。『仮面ライダー』第1話から『仮面ライダーV3』の最終回（第52話）まで全話に出演。以後のシリーズにおいても、プライベートでの休暇は藤兵衛が劇中に登場するまでの冒頭の数話までだけとなり、多忙だったという。劇中で立花が使用するシガーパイプは小林の私物であった。
「仮面ライダーシリーズ」では出演者のみならずスタッフからも「おやじさん」として親しまれていた。『仮面ライダー』に主演した佐々木剛は、大野剣友会も含め若手の多い現場で揉め事が起きなかったのは小林の存在によるところが大きかったことを語っている。また、佐々木が火傷を経て芸能活動を再開した直後に再会し、佐々木が舞台でセリフが上手にしゃべることが出来ない旨を小林に相談すると、芝居のコツなどをアドバイスしている。
宮内洋とは『仮面ライダーV3』で共演後も時代劇などで会うことが多く、共演の際にも小林を「おやっさん」と呼んで慕っており、逝去後に「素晴らしい人だった」と悼んでいる。
『仮面ライダーX』放送時、自身の出演していない放送の回までチェックして、主演の速水亮に「今回の芝居はここが良かった」と電話で演技をアドバイスしていた。速水は「本当に普段から頼りがいのある"おやじさん”そのものでした」と語っている。『仮面ライダーストロンガー』出演時も初主演の荒木茂らを食事に連れていったという話が残っている。
『仮面ライダーアマゾン』主演の岡崎徹は、小林について「一見おっとりしているイメージだが、現場の責任をすべて背負い込んでいる感じで、本来は自分の演技だけに集中すべき部分を若手である自分に気を遣って、その一方でスタッフに対する気配りも忘れない人だった」と述べている。
後年、『テレビ探偵団』にゲスト出演し、『ウルトラマン』や『仮面ライダー』を振り返った。その際、『仮面ライダー』の第68話で藤兵衛がライダーだけでなく怪人（イカデビル）までに特訓しているシーンが話題になって理由を問われると、「おやじさんは博愛主義者なんですよ。だからライダーだけでなくショッカーにも…」と語っていたが、本当は敵の弱点を知るための偽装特訓であり、司会者から「おやじさん、いい加減なこと言っては駄目ですよ」と突っ込まれる一幕もあった。しかし、当時の歴代仮面ライダー（『仮面ライダーBLACK RX』まで）が紹介され、「私は7号までですね」と『ストロンガー』まで出演したことはしっかりと覚えており、ライダーたちに対しても「長く一緒にいると情が沸く」と語っていた。
1979年に再開した新シリーズ『新・仮面ライダー』の企画段階で、平山は再び小林に立花藤兵衛として出演することを依頼したところ固辞され、「スケジュールも合わせるし、出演料もできるだけのことはするから」と再三頼み込んだが「お金のことなんかではない」と返事された。困り果てた平山は東武ホテルで小林とついに直談判に及んだところ、小林は「役者ってのはわがままなもので、先へ先へ進んでいこうなんて思うのよ。お世話になって、こんなに思ってくれて、こんなこと言っちゃ申し訳ない、とんでもない不遜（）なことだと思うけど、勘弁してよ」と辛そうに語ったという。小林の主旨は「藤兵衛役を卒業し、役者として、さらに次の段階に進みたい」とのことで、プロデューサーの阿部征司も平山に「平山さん、大成功した番組なんて二度とやるもんじゃないですよ、うまくいって当たり前、失敗すれば大火傷、第一、他に能がないみたいで損ですよ」と説得。平山は常に先を目指そうという小林の役者魂に感銘を受け、逆に自身の停滞を反省し、喜んで送り出す気持ちになったという。その後、志度敬太郎を演じていた田畑孝の病気による降板を理由に立花藤兵衛を再登場させるため、出演依頼したが、小林はこれを再び拒んだ。代わりに別の後見人役を推薦してもらったが、それが塚本信夫だった。この推薦に際して、小林は劇団俳優座の後輩である塚本を「じゃあ僕と同じウルトラシリーズの隊長を演じた俳優ならどうでしょう」として紹介したという。結局、『仮面ライダー (スカイライダー)』の出演自体は辞退したものの、放映開始前の特別番組では立花藤兵衛として出演、新番組への引継ぎ役を務めている。平山や阿部プロデューサーとは『ライダー』終了後も親交が深く、『ザ・カゲスター』『燃えろアタック』『特捜最前線』などの平山・阿部プロデューサー作品には快くレギュラー出演やゲスト出演をしていた。
後年、『とんねるずのみなさんのおかげです』内コーナードラマの『仮面ノリダー』においても“おやっさん”こと立花藤兵衛役を演じたが、これは同番組スタッフの熱心なオファーが実ってのものだった。1997年の仮面ノリダーでの最後の決戦『恐怖ラッコ男』でも回想シーンとアミーゴに飾られている遺影として登場した。
2016年の映画『仮面ライダー1号』では、本郷猛が拾い上げる写真として『スカイライダー』の特別番組以来37年ぶりに登場した。
『ウルトラマン』と『仮面ライダー』に出演したことについて「自分は『ウルトラマン』と『仮面ライダー』に出演した。その間にいくつも子供向け作品は出たが、いずれもこの2作品を超えられなかった。面白かった作品に結果的に出演できただけ」と述べている。

### ジョン・ウェインの吹替
当初、小林自身はジョン・ウェインを吹き替えるのには「ミスキャストとしか思えなかった」と語っている。ウェインの作品で演じやすいタイプは軍人役や西部劇のガンマンで、逆に苦労したのが若かりし頃のウェインであるという。特に『駅馬車』では「声を張り上げながら出していた」と当時の思い出を振り返っている。
小林はウェインについて「彼は世界的スターだったが、世間では大根役者と言われ名優扱いはされなかった。しかし私の視点では、細かい演技が非常に巧みで喜劇的な息の使い方も上手い俳優だったんですよ。彼のアテレコは演技の勉強になりました」と評している。
岡崎徹は、父親が洋画のファンであり、その中でも小林が吹き替えを担当していたジョン・ウェインの西部劇の大ファンであったことから、『アマゾン』で小林と共演できたことが嬉しかったと述べており、小林のサインを父親に送ったことがあるという。
小林のウェインの吹き替えは音声業界でも評価が高く、小林、納谷の両者と共演していた大平透は「納谷悟朗も、もちろん上手いですけど、でもやっぱり小林昭二はそれなりのものを持っていた。」と後年語っていた。
『ゴジラvsキングギドラ』（1991年）で共演した佐々木勝彦は、自身も吹き替えをやりたいと小林に話したところ、「そんなに簡単なものではない」と小林から心構えを教えられ、後に声優の仕事を務めた際に勉強になったと述べている。
小林の吹き替えたウェインはフィックスとして現在も吹き替えファンから高い支持を得ている。

## 出演作品（俳優）

### テレビドラマ
NHK
- 松本清張シリーズ・黒の組曲（1962年）
  - 第21話「張込み」
  - 第38話「赤猫」
- 闖入者（1963年）
- 人形佐七捕物帳 第9話「お時計献上」（1965年） - 甚内
- 大河ドラマ
  - 樅ノ木は残った（1970年） - 渡辺七兵衛
  - 春の坂道（1971年） - 阿部重次
  - 国盗り物語（1973年） - 小牧源太

日本テレビ
- 大いなる旅路（1972年） - 列車乗務員
- 唖侍 鬼一法眼
  - 第4話「六道地獄橋」（1973年） - 多田
  - 第19話「賞金受取人」（1974年） - 寺嶋一之助
- 水滸伝 第15話「二人の魯達」（1974年） - 如海
- 白い牙 第6話「事件渡世・有光洋介」（1974年） - 山形刑事
- 伝七捕物帳
  - 第6話「やせても枯れても人の親」（1973年） - 三国屋
  - 第65話「勘太 西へ参りまする」（1975年） - 七化けの紋蔵
  - 第70話「人情裏町千両唄」（1975年） - 鉄五郎
  - 第102話「十手目が王手」（1976年） - 徳次
- 太陽にほえろ! 第200話「すべてを賭けて」（1976年） - 小林政治
- 愛が見えますか（1976年） - 大学病院医師
- 桃太郎侍
  - 第47話「昌平坂に消えた夢」（1977年） - 堀長門
  - 第124話「日本一の暴れ熊」（1979年） - 新助親分
  - 第126話「看板娘を狙う鬼」（1979年） - 同上
  - 第131話「母子涙のわかれ道」（1979年） - 同上
  - 第135話「妖しの花を咲かせる女」（1979年） - 同上
  - 第136話「仇討ち母子星」（1979年） - 同上
  - 第138話「血槍武士道」（1979年） - 同上
  - 第139話「奇跡を運ぶ白い鳩」（1979年）- 同上
  - 第230話「すずめの涙三千両」（1981年） - 近江屋
  - 第246話「親子喧嘩を食った鬼」（1981年） - 森田屋金兵衛
- 大追跡 第20話「日の丸愚連隊」（1978年） - 菊池刑事
- ちょっとマイウェイ 第10話「またメチャメチャになっちゃうよ」（1979年） - 前橋一郎
- 池中玄太80キロ（1980年）
- 猿飛佐助 第16話「甲賀忍法 噴射火龍」（1980年） - 加賀見幽斉
- 木曜ゴールデンドラマ / 華岡青洲の妻（1980年）
- 新五捕物帳 第184話「明日を夢見る夫婦花」（1982年）
- 火曜サスペンス劇場
  - 高校野球殺人事件（1982年）
  - 父にかかる電話（1985年）
  - 浅見光彦ミステリー(2) 天城峠殺人事件（1987年12月1日）
  - ジューンブライド・ママ（1988年6月14日） - 田辺刑事
  - 「小京都ミステリー11」（1994年） ‐ 柿本源太郎
- 長七郎江戸日記
  - 第1シリーズ 第59話「反骨武士は死なず」（1985年） - 市兵衛
  - 第2シリーズ
    - 第4話「手折られた白梅」（1988年） - 加賀爪外記
    - 第48話「お銀哀歌」（1989年） - 小早川備前
- ジャングル 第21話「あいつの素顔」（1987年） - 伊藤
- 刑事貴族2 第25話「正夢」（1991年）
- 家なき子2（1995年） - 森山敏男
- 江戸の用心棒第23話「怒りの父子十手」（1995年） - 長兵衛

TBS
- 海より深き（1965年）
- ザ・ガードマン
  - 第1話「黒い猫」（1965年）
  - 第254話「マンションは女の戦場」（1970年）
  - 第268話「荒野の殺人ラリー」（1970年）
  - 第279話「未亡人に招かれた男」（1970年） - 斉田
- ウルトラシリーズ
  - ウルトラQ 第19話「2020年の挑戦」（1966年） - 天野二等空佐
  - ウルトラマン前夜祭 ウルトラマン誕生（1966年） - ムラマツ隊長
  - ウルトラマン（1966年 - 1967年） - ムラマツ隊長
  - ウルトラセブン 第47話「あなたはだぁれ?」（1968年） - 佐藤
  - 帰ってきたウルトラマン 第13話「津波怪獣の恐怖 東京大ピンチ!」・第14話「二大怪獣の恐怖 東京大龍巻」（1971年） - 高村船長
  - ウルトラマンA 第6話「変身超獣の謎を追え!」（1972年） - 小山彰
  - ウルトラマンをつくった男たち 星の林に月の舟（1989年） - 飲み屋ひょうたんの親父
- レモンのような女 第4話「土の館」（1967年）
- 風（1967年 - 1968年） - 相川左近
- 怪奇大作戦（1968年 - 1969年） - 町田大蔵警部
- 新諸国物語 笛吹童子（1972年） - 蔵王左右吉/大山の天狗
- 必殺シリーズ
  - 必殺仕掛人 第12話「秋風二人旅」（1972年） - 彦造
  - 助け人走る 第13話「生活大破滅」（1974年） - 小堀三郎太
  - 暗闇仕留人 第20話「一途にて候」（1974年） - 笠井新兵衛
- 事件狩り 第12話「真実の愛は哀しく美しい」（1974年）
- 夜明けの刑事 第34話「バクチの好きな夫に気をつけろ!!」（1975年）
- 仮面ライダーシリーズ
  - 仮面ライダーストロンガー（1975年） - 立花藤兵衛 / 立木藤太郎博士（第20話・立花藤兵衛と二役）
  - 全員集合!7人の仮面ライダー!!（1976年） - 立花藤兵衛
  - 不滅の仮面ライダースペシャル（1979年） - 立花藤兵衛
- 白い秘密 第9話「喜びのいのち短く!!」（1976年） - 家庭裁判所調査官
- 森村誠一シリーズ / 腐蝕の構造（1977年） - 大川刑事
- 白い波紋（1977年）
- 赤い絆（1977年 - 1978年） - 小島泰三
- 噂の刑事トミーとマツ
  - 第1シリーズ 第28話「トミーびっくり、マツの変身」（1980年） - マツの父
  - 第2シリーズ 第26話「湖の対決! トミー死の円月殺法」（1982年）
- 2年B組仙八先生 第39話「オヤジがなんだ!」（1982年） - 橋本徹の父
- 大岡越前
  - 第6部 第19話「釣り忍の女」（1982年7月12日） - 鬼火の弥藤次
  - 第8部 第14話「父恋し涙の花嫁」（1984年10月22日） - 弥平
  - 第9部 第9話「死体が消えた藪地獄」（1985年12月23日） - 儀助
  - 第10部 第11話「義賊の息子は凶悪犯」（1988年5月9日） - 手妻の吾平
  - 第12部 第19話「情けに泣いた老義賊」（1992年2月24日） - 清兵衛
  - 第14部 第8話「将軍狙った男の涙」（1996年8月5日） - 伊平
- 水戸黄門
  - 第13部 第11話「悪を縛った伊賀の組紐 -伊賀上野-」（1982年12月27日） - 嘉平次
  - 第15部 第3話「偽黄門になった黄門様 -伊予-」（1985年2月11日） - 吾兵衛
  - 第16部 第9話「闇を裂く忍びの死闘 -吉野-」（1986年6月23日） - 喜平次
  - 第17部 第5話「男十手の木曽節仁義 -妻籠-」（1987年9月28日） - 唐造
  - 第18部
    - 第6話「めざす敵は領主様 -佐野-」（1988年10月17日） - 源造
    - 第23話「夢芝居!? 八兵衛の若旦那 -京-」（1989年2月20日） - 円屋清兵衛

  - 第20部（1991年）
    - 第14話「湯煙り義侠の助太刀 -松山-」 - 井筒屋
    - 第29話「瞼の人はドジな泥棒 -鳥取-」 - 伯耆屋太兵衛
    - 第43話「男意地気の離縁状 -一関-」 - 根吉

  - 第22部 第34話「大黒様を笑わせた男 -日光-」（1994年1月10日） - 政五郎
  - 第23部
    - 第21話「津和野銘菓は恋の味 -津和野-」（1994年12月26日） - 久兵衛
    - 第33話「京の都の恋友禅 -京-」（1995年3月27日） - 信兵衛

  - 第24部
    - 第8話「謎の美剣士! 紅夜叉 -岡山-」（1995年11月6日） - 但兼
    - 第31話「お銀の身替り花嫁 -弘前-」（1996年4月29日） - 荘右衛門
- 金曜日には花を買って（1986年） - 沢井愛国
- 江戸を斬る
  - 江戸を斬るVII 第29話「血染めの遠山桜」・第30話「天下を救う名裁き」（1987年） - 千石屋（錣の利兵衛）
  - 江戸を斬るVIII 第23話「凶賊が探す女の謎」（1994年） - 津波の徳蔵
- 熱血!新入社員宣言（1991年）
- 平清盛（1992年） - 右大臣
- 東芝日曜劇場 / 丘の上の向日葵（1993年）
- 新婚なり!（1995年）
- 月曜ドラマスペシャル / 親子弁護士の探偵帖（1996年） - 宮田治男

フジテレビ
- 侍 第28話「国士無双」（1961年）
- 三匹の侍
  - 第1シリーズ 第4話「一殺多生」（1964年）
  - 第2シリーズ 第26話「飢餓無残」（1965年）
  - 第5シリーズ 第26話「浪人天国」（1968年） - 島崎
- 甲州遊侠伝 俺はども安 第7話「金十両」（1965年）
- 銭形平次
  - 第236話「人情迷子石」（1970年） - 鵤三平
  - 第499話「金貸し武士道」（1975年） - 下山辰平
  - 第843話「十五年目の春」（1983年） - 結城屋 万蔵
- おらんだ左近事件帖 第5話「叶屋おしま」（1971年） - 乾門之助
- 恐怖劇場アンバランス 第5話「死骸（しかばね）を呼ぶ女」（1973年） - 西口
- お昼のテレビ小説 / 女ひとり（1977年） - 本多伊之吉
- 新・座頭市
  - 第2シリーズ 第9話「まわり燈籠」（1978年） - 狩場の音蔵
  - 第3シリーズ 第23話「不思議な旅」（1979年） - 香取の甚兵衛
- 白い巨塔（1978年） - 国平弁護士
- 新・江戸の旋風 第28話「情けの犬張子」（1980年） - 源蔵
- 87分署シリーズ・裸の街 第19話「望郷哀歌」（1980年）
- 闇を斬れ（1981年） - 三浦庄二
- 江戸の用心棒 第11話「謎の剣客」（1981年）
- 時代劇スペシャル / 快傑黒頭巾（1981年） - 近藤勇
- 暴れ九庵 第21話「男の睨み」（1985年） - 長助
- スタア誕生（1985年）
- 松本清張の黒い画集・紐（1985年）
- 愛無情（1988年）
- 日本一のカッ飛び男（1990年）
- 世にも奇妙な物語
  - 廃校七番目の不思議（1991年）
  - 言葉のない部屋（1992年）
- 忠臣蔵 風の巻・雲の巻（1991年） - 大野九郎兵衛
- 鬼平犯科帳
  - 第3シリーズ 第13話「尻毛の長右衛門」（1992年） - 尻毛の長右衛門
  - 第4シリーズ 第15話「女密偵・女賊」（1993年） - 佐沼の久七
- 警部補 古畑任三郎 第5話「汚れた王将」（1994年） - 大石
- 御家人斬九郎 第2シリーズ 第1話「初春火の用心」（1997年） - 辰五郎
- 平手造酒 利根の決闘（1997年）

NET - テレビ朝日
- 氷点（1966年）
- 鬼平犯科帳
  - 第1シリーズ 第42話「恋文」 （1970年） - 新七
  - 第2シリーズ 第2話「猫じゃらしの女」（1971年） - 彦造
- 遠山の金さん捕物帳 第1話「待てなかった女」（1970年）- 六蔵
- 仮面ライダーシリーズ - 立花藤兵衛
  - 仮面ライダー（1971年 - 1973年）
  - 仮面ライダーV3（1973年 - 1974年）
  - 仮面ライダーX（1974年）
  - 仮面ライダーアマゾン（1974年 - 1975年）
- 大忠臣蔵 第45話「目指すは本所松坂町」、第52話「切腹」（1971年） - 寺坂吉右衛門
- 荒野の用心棒 第5話「風神峠に群狼を待ち伏せて…」（1973年） - 堺屋儀助
- 非情のライセンス
  - 第1シリーズ 第15話「兇悪の像」（1973年） - 西沢明男
  - 第2シリーズ 第71話「兇悪の情熱」（1976年） - 南條刑事
- どっこい大作 第33話「殺し屋にパンを投げろ!!」（1973年）
- 狼・無頼控 第22話「 (秘) 殺しの手順」（1974年） - 柿崎采女
- いただき勘兵衛 旅を行く 第13話「血気が一気に消えたとさ」（1974年） - 塚田刑部
- ザ★ゴリラ7 第9話「必殺! 青きドラゴン」（1975年） - 島田敬介（島田工業社長）
- 鬼平犯科帳 第10話「人情同心」（1975年） - 小川や梅吉
- 遠山の金さん ※杉良太郎版
  - 第1シリーズ
    - 第10話「仏の正体をあばけ!」（1975年） - 山代屋佐平
    - 第79話「巡礼お勝参上」（1977年） - 霞の藤兵衛
    - 第94話「命乞い」（1977年） - 天現寺の六造

  - 第2シリーズ
    - 第3話「火神に憑かれた娘」（1979年） - 伍兵ヱ
- ザ・カゲスター（1976年） - 屯田警部
- 破れ傘刀舟 悪人狩り 第89話「哀愁の女ふたり」（1976年） - 大津屋宇兵衛
- 駆けろ!八百八町 （1976年） - 川上甚左衛門
- 破れ奉行 第30話「必殺! 琉球おんな拳法」（1977年） - 伊吹辰五郎
- 特捜最前線
  - 第36話「傷痕・夜明けに叫ぶ男」（1977年） - 伊勢原勇介
  - 第176話「1980年夏・二人だけの暴走族!」（1980年） - 矢崎警部補
  - 第186話「東京、殺人ゲーム地図!」（1980年） - 鹿沼護国
  - 第243話「トランプ殺人事件の謎?!」（1982年） - 木曽忠行
  - 第501話「殺人警察犬MAX!」（1987年） - 町谷
- 土曜ワイド劇場
  - 二人の夫をもつ女（1977年）
  - 結婚しない女・死の羽田発397便（1980年）
  - 目撃 殺人鬼が狙う運命の母と子（1981年）
  - 息子の心が見えない ガソリンスタンド殺人事件（1982年）
  - 逆転法廷 私は殺される!（1982年）
  - 新婚探偵! 謎の観覧車の女（1982年）
  - 十和田湖に消えた女 連続レイプ殺人事件（1982年）
  - 家路の果て 建売住宅ローン殺人事件!（1985年）
  - 弁護士・今田一平（1985年 - 1991年） - 本間公三
  - 蒸発した女 保険金替え玉殺人（1985年）
  - テニススクール女たちの華麗な斗い（1989年） - 山崎刑事
  - 刑事神崎省吾事件簿 椿の入れ墨をした女（1992年）
- 暴れん坊将軍
  - 吉宗評判記 暴れん坊将軍
    - 第41話「切腹! 酒呑み代官」（1978年） - 伊兵衛
    - 第57話「百鬼・一刀両断!」（1979年） - 孫作
    - 第152話「将軍と馬泥棒とガキ大将」（1981年） - 伍兵衛
    - 第199話「最後に微笑った悪い奴」（1982年） - 千歳屋加右衛門

  - 暴れん坊将軍II（1986年）
    - 第152話「おんな大学 新さん疑惑の夜働き!?」 - 矢島格左衛門
    - 第167話「稲妻に裂かれた二人旅!」 - 福島屋惣右衛門

  - 暴れん坊将軍IV 第69話「陰謀あばいた饅頭姫!」（1992年） - 横尾大膳
  - 暴れん坊将軍VI 第6話「虹をつかんだ女」（1994年） - 相模屋仙兵衛
- 破れ新九郎 第5話「哀愁 女の十字路」（1978年） - 清川弥平次
- 燃えろアタック（1979年） - 小鹿幸太郎
- 伝七捕物帳 第6話「千鳥の女」（1979年） - 河内屋嘉兵衛
- 赤穂浪士（1979年） - 原惣右衛門
- 長七郎天下ご免!
  - 第28話「おとこの誠に目を覚ませ!」（1980年）- 天野甚三郎
  - 第48話「命みじかく三十両」（1980年）- 高木主水
  - 第75話「女の罠のうらおもて」（1981年）- 武蔵屋源兵衛
- 柳生あばれ旅 第1話「天狗の子守唄 -品川-」（1980年） - 茂造
- 鬼平犯科帳
  - 第1シリーズ 第27話「流星」（1980年） - 浜崎の友五郎
  - 第2シリーズ 第20話「女賊」（1981年） - 瀬音の小兵衛
  - 第3シリーズ 第12話「尻毛の長右衛門」（1982年） - 尻毛の長右衛門
- 必殺シリーズ
  - 必殺仕事人 第82話「激闘技地獄道暴れ斬り」（1981年） - 八郎兵衛（般若の鬼十郎）
  - 必殺仕事人・激突! 第17話「主水、幕府のクーデターにまきこまれる」（1992年） - 後藤備前守
- ザ・ハングマンシリーズ
  - ザ・ハングマン 第42話「リモコン・ヘリ空爆処刑」（1981年） - 牧田一郎
  - ザ・ハングマン4 第18話「さらわれた令嬢が乱暴される!」（1985年） - 大野栄司
- 遠山の金さん ※高橋英樹版
  - 第1シリーズ
    - 第3話「御意見無用! 五人の女スリ」（1982年） - 梅雪（まぼろしの辰三）
    - 第150話「女遊び人 昇り竜のお篠七変化！」（1985年7月18日） - 九郎衛兵
- 源九郎旅日記 葵の暴れん坊 第3話「港祭りの闇を斬れ!」（1982年） - 相州屋重兵衛
- 西部警察シリーズ - 南長太郎刑事
  - 西部警察 PART-II 第36話「八丈島から来た刑事」 - 第40話「ペガサスの牙」（1983年）
  - 西部警察 PART-III（1983年 - 1984年）
- 私鉄沿線97分署 第79話「壁をスイスイ! ヤモリ男の謎!?」（1986年）
- 三匹が斬る! シリーズ
  - 三匹が斬る! 第5話「空っ風 可愛い女の恨み文字」（1987年）- 阿部摂津守
  - また又・三匹が斬る! 第6話「伝説の不老長寿の尼が行く」（1991年） - 善八
- ザ・刑事 第4話「殺人予告に脅える悪徳警官」 （1990年） - 脇田剛
- 名奉行 遠山の金さん 第5シリーズ 第9話「花嫁に化けた女目明し」（1993年） - 眼力の国蔵
- さすらい刑事旅情編シリーズ（テレビ朝日）
  - 第7シリーズ　SP「長崎ー平戸・未婚の母！十五年前の恐るべき真実」(1994年）- 小泉誠一郎
- 風の刑事・東京発! 第9話「越後湯沢行き! 刑事をゆする女」（1995年） - 坂井孝太郎

テレビ東京
- 大江戸捜査網
  - 第4話「火を吐く幻の罠」（1970年） - 赤間源太夫
  - 第125話「仇討ち無情」（1974年） - 長光寺住職
  - 第145話「無宿者仁義」（1974年） - 和助
  - 第161話「傷だらけのめぐり逢い」（1974年） - 闇の長兵衛
  - 第293話「対決! 忍者の掟」（1977年） - 宗右衛門
  - 第360話「狙われた恐怖の連判状」（1978年） - 大黒屋利兵衛
  - 第453話「美女誘拐螢火の罠」（1980年） - 岡部平馬
  - 第472話「悪夢に怯える女」（1980年） - 玉屋
  - 第560話「暴れ大奥・いけにえの姫君」（1982年） - 松浦越前
- そば屋梅吉捕物帳 第19話「江戸を走る影法師」（1980年） - 弁造
- 新春ワイド時代劇
  - それからの武蔵（1981年） - 尾藤金右衛門
  - 竜馬がゆく（1982年） - 大久保一翁
- 斬り捨て御免! 第2シリーズ 第10話「女いのちの地獄肌」（1981年） - 井沢修理
- 隠密・奥の細道 第6話「十四年目の伊達騒動」（1988年）
- 付き馬屋おえん事件帳 第1シリーズ 第10話「おけさは遥か恋の唄」（1990年） - 加納屋
- 鞍馬天狗 第28話「鬼同心と狂気の必殺剣」（1991年） - 乾勘兵衛

### 映画
- 殺人容疑者（1952年、新東宝）
- 切腹（1962年、松竹） - 井伊家使番
- キューポラのある街（1962年、日活） - 平さん
- 非行少女（1963年、日活）- 米田
- 男の紋章 風雲双つ竜（1963年、日活）
- 野獣の青春（1963年、日活） - 野本達夫
- 関東遊侠伝（1963年、日活） - 般若の富吉
- 敗れざるもの（1964年、日活） - 川瀬
- 怪談（1964年、東宝） - 関内の同僚
- 忍法忠臣蔵（1965年、東映） - 堀部安兵衛
- 悦楽（1965年、松竹） - 青年
- アジア秘密警察（1966年、日活） - カルロス
- ウルトラシリーズ
  - 長篇怪獣映画ウルトラマン（1967年、東宝） - ムラマツ隊長
  - ウルトラQ ザ・ムービー 星の伝説（1990年、松竹） - 刑事
  - ウルトラマンゼアス（1996年、松竹） - 釣り人
  - ウルトラマンゼアス2 超人大戦・光と影（1997年、松竹） - 釣り人 ※写真出演
- 七人の野獣 血の宣言（1967年、日活） - 青山主任
- 四谷怪談 お岩の亡霊（1969年、大映） - 直助
- 刑務所破り（1969年、大映） - 森三蔵
- 超高層のあけぼの（1969年、東映） - 鳶の小森
- 笹笛お紋 (1969年、大映) - ナレーション
- 無常（1970年、ATG） - 野武士
- 無頼漢 (1970年) - 呼込みの男
- 曼陀羅（1971年、ATG） - 中年男
- 仮面ライダーシリーズ（東映） - 立花藤兵衛
  - 仮面ライダー対ショッカー（1972年）
  - 仮面ライダー対じごく大使（1972年）
  - 仮面ライダーV3対デストロン怪人（1973年）
  - 五人ライダー対キングダーク（1974年）
  - 仮面ライダー1号（2016年）※写真出演[30]
- 子連れ狼 三途の川の乳母車（1972年、東宝） - 黒鍬小角
- 御用牙（1972年、東宝） - 矢部
- 怪獣大奮戦 ダイゴロウ対ゴリアス（1972年、円谷プロ・東宝） - 鈴木
- 桜の代紋（1973年、東宝） - 滝本刑事
- 華麗なる一族（1974年、東宝） - 小島常務
- 犬神家の一族（1976年、東宝） - 犬神幸吉
- ザ・カゲスター（1976年、東映） - 屯田警部
- 歌麿 夢と知りせば（1977年、日本ヘラルド映画） - 橘左近
- 悪魔の手毬唄（1977年、東宝） - 日下部是哉
- 獄門島（1977年、東宝） - 竹蔵
- 女王蜂（1978年、東宝） - 木暮刑事
- 火の鳥（1978年、東宝） - ヤマタイ国親衛隊長[注釈 5]
- 日蓮（1979年、松竹） - 建長寺道隆
- 病院坂の首縊りの家（1979年、東宝） - 三之介
- 真田幸村の謀略（1979年、東映） - 本多正純
- 古都（1980年、東宝） - 遠藤
- 幸福 (1981年、東宝) - 福祉センター職員[31]
- ひめゆりの塔（1982年、東宝） - 松助
- おんな6丁目 蜜の味（1982年、東映） - 小寺
- 疑惑（1982年、松竹） - 石原署長
- 刑事物語（1982年、東宝） - 藤堂係長
- 細雪（1983年、東宝） - 陣馬仙太郎
- 幕末青春グラフィティ Ronin 坂本竜馬（1986年、東宝） - 細川家重臣[注釈 6]
- 傷だらけの勲章（1986年、東宝） - 井上正美
- 黒い雨（1989年、東映） - 片山
- 社葬（1989年、東映） - 栗山喬
- 花の降る午後（1989年、東宝） - 葉山直衛
- BEST GUY（1990年、東映） - 加茂川善三
- 天河伝説殺人事件（1991年、東映） - 橘署長
- ゴジラシリーズ（東宝） - 土橋竜三[3][4]
  - ゴジラvsキングギドラ（1991年）
  - ゴジラvsモスラ（1992年）
- 帰って来た木枯し紋次郎（1993年、東宝） - 上江田の十兵衛
- 四十七人の刺客（1994年、東宝） - 大野九郎兵衛
- みんな〜やってるか!（1995年、日本ヘラルド映画） - 地球防衛軍隊長
- 天使のウィンク 日光猿軍団（1995年、ヒーロー） - 刑事
- ガメラ2 レギオン襲来（1996年、東宝） - 武器小隊の先任空曹
- 八つ墓村（1996年、東宝） - 東坂工場長[注釈 7]

### 舞台
- パラジ・神々と豚々（1962年、俳優小劇場）
- とら・ろば。こい（1967年、俳優小劇場）
- 新劇寄席（1969年、俳優小劇場）
- 日と火と碑と人（1969年、俳優小劇場）
- むかしも今も（1978年、歌舞伎座）
- あした吹く風（1993年、明治座）

### ラジオドラマ
- FM<音の本棚> 『異星の人』（1977年3月）

### バラエティ
- とんねるずのみなさんのおかげです『仮面ノリダー』・『仮面ノリダーV2』（1988年 - 1991年） - 立花藤兵衛

### CM
- 高砂殿 （1982年、郷ひろみと共演）
- 日清食品 そばの乱・うどんの乱（1994年）

## 出演作品（声優）

### 吹き替え
※太字は、メインキャラクター。

#### 担当俳優
アンソニー・クイン
- ユリシーズ（1964年、アンチノオ）※フジテレビ版
- 侵略者（1971年、アッチラ）※東京12ch版
- 西部に賭ける女（1974年、トム・ヒーリー）※日本テレビ版
- 名誉と栄光のためでなく（1980年、ピエール・ラスペギー大佐）※東京12ch版

イン・ルオチェン
- ラストエンペラー（1989年、戦犯収容所所長）※テレビ朝日版
- リトル・ブッダ（1994年、ラマ僧ノルブ）※ソフト版

ウィリアム・ホールデン
- 喝采（1971年、バーニー・トッド）※東京12ch版
- オーメン2/ダミアン（1981年、リチャード・ソーン）※TBS版

エドワード・アズナー
- 逃亡者 ※TBS版
  - 第105話『山狩り』（1967年、ジョー・バンタム）

- しとやかな追跡者（1986年、サイ・シェーバー）※NHK版

ジェフ・チャンドラー
- 全艦発進せよ（1968年、ホークス大佐）※NET版
- 異教徒の旗印（1970年、マルキアヌス）※NET版
- 全艦発進せよ（1973年、ホークス大佐）※フジテレビ版

ジョエル・マクリー
- 昼下りの決斗（1970年、スティーヴ・ジャド）※東京12ch旧版
- 昼下りの決斗（1981年、スティーヴ・ジャド）※東京12ch新版

ジョージ・ペパード
- トブルク戦線（1971年、バーグマン大尉）※NET版
- 世界が燃えつきる日（1978年、デントン少佐）※TBS版

ジョセフ・カンパネラ
- 看護婦物語 （1963年、テッド・ステフェン医師）※NHK版
- 警部マクロード ※NHK版
  - 第17話『組織壊滅作戦』(1975年、ビクター)

ジョン・ウェイン
- ザ・ルーシー・ショー（1966年、本人）※TBS版
  - 第120話『ジョン・ウエインと大西部劇』

- アラスカ魂（1967年、サム・マッコード）※NET版
- 失われたものの伝説（1967年、ジョー）※NET版
- 赤い河（1968年、トーマス・ダンスン）※NET版
- 捜索者（1968年、イーサン・エドワーズ）※NET版
- バターンを奪回せよ（1968年、ジョセフ・マッデン大佐） ※フジテレビ版
- マクリントック（1968年、マクリントック）※NET版
- 太平洋機動作戦（1968年、デューク・ギフォード少佐） ※NET版
- コマンチェロ（1969年、ジェイク・カッター大尉）※NET版
- リオ・ブラボー（1969年、ジョン・T・チャンス保安官）※NET版
- 三人の名付親（1969年、ボブ）※NET版
- ドノバン珊瑚礁（1969年、マイケル・ドノバン）※東京12ch版
- 男の魂（1970年、カール船長）※東京12ch版
- スポイラース（1970年、ロイ・グレニスター）※NET版
- エルダー兄弟（1971年、ジョン・エルダー）※フジテレビ版
- 黄色いリボン（1971年、ネイサン・プリトリス大尉）※フジテレビ版
- 巨大なる戦場（1971年、マイク・ランドルフ将軍）※TBS版
- リバティ・バランスを射った男（1971年、トム・ドニファン）※フジテレビ版
- 絶海の嵐（1971年、ジャック・スチュアート）※フジテレビ版
- アパッチ砦 （1972年、カービー・ヨーク大尉）※フジテレビ版
- ヘルファイター （1972年、チャンス・バックマン）※フジテレビ版
- マクリントック（1972年、マクリントック）※TBS版
- アラスカ魂（1972年、サム・マッコード）※フジテレビ版
- ハタリ! （1972年、ショーン・マーサー）※フジテレビ版
- リオ・ブラボー（1973年、ジョン・T・チャンス保安官）※フジテレビ版
- 失われたものの伝説（1973年、ジョー）※TBS版
- コレヒドール戦記 （1973年、ラスティ・ライアン中尉）※東京12ch版
- グリーン・ベレー（1974年、マイク・カービー大佐）※TBS版
- 勇気ある追跡（1974年、ルースター・コグバーン）※東京12ch版
- エル・ドラド（1974年、コール・ソーントン）※日本テレビ版
- 静かなる男（1974年、ショーン・ソーントン）※フジテレビ版
- 大いなる男たち （1974年、ジョン・ヘンリー・トーマス）※TBS版
- 危険な道 （1974年、トリー大佐）※TBS版
- ドノバン珊瑚礁（1975年、マイケル・ドノバン）※TBS版
- 征服者（1977年、テムジン）※東京12ch版
- 捜索者（1977年、イーサン・エドワーズ）※フジテレビ版
- 騎兵隊 （1977年、ジョン・マーロー大佐）※TBS旧版
- 史上最大の作戦 （1978年、ベンジャミン・バンダーボルト中佐）※日本テレビ版
- ジェット・パイロット （1978年、ジム・シャノン大佐）※日本テレビ版
- サーカスの世界 （1979年、マット）※日本テレビ版
- 戦う幌馬車 （1979年、トウ・ジャクソン）※フジテレビ版
- ブラニガン （1979年、ジム・ブラニガン警部補）※TBS版
- グリーン・ベレー（1980年、マイク・カービー大佐）※フジテレビ版
- オレゴン魂 （1980年、ルースター・コグバーン）※TBS版
- リオ・ロボ （1980年、コード・マクナリー大佐）※フジテレビ版
- エル・ドラド（1980年、コール・ソーントン）※フジテレビ版
- 100万ドルの血斗 （1980年、ジェイコブ・マッキャンドルズ）※TBS版
- サーカスの世界 （1981年、マット）※東京12ch版
- ラスト・シューティスト （1982年、J・B・ブックス）※フジテレビ版
- 騎兵隊 （1983年、ジョン・マーロー大佐）※TBS新版
- 駅馬車 （不明、リンゴ・キッド）

チャールトン・ヘストン
- 華麗なる激情（1970年、ミケランジェロ）※TBS版
- 大将軍（1970年、クリセゴン）※TBS版
- 警察署長（1985年、ヒュー・ホームズ）※NHK版

バート・ランカスター
- 大空港（1973年、メル・ベイカースフェルド）※日本テレビ版
- 鷲の翼に乗って（1990年、アーサー・D・シモンズ大佐）※テレビ東京版

ピーター・カッシング
- 吸血鬼ドラキュラの花嫁（1970年、ヴァン・ヘルシング）※TBS版
- 吸血鬼ドラキュラの花嫁（1975年、ヴァン・ヘルシング）※フジテレビ版

マラチ・スローン
- 逃亡者 ※TBS版
  - 第2話『どぶ鼠』（1964年、サンテリ警部）

- スパイのライセンス（1969年、ノア・ベイン部長）※TBS版
- ボー・ジェスト（1969年、ケルヤッキ）※TBS版

リチャード・クレンナ
- ランボー・シリーズ（サミュエル・トラウトマン）※TBS版、日本テレビ版
  - ランボー/怒りの脱出（1987年）※日本テレビ版
  - ランボー3/怒りのアフガン（1989年）※日本テレビ版
  - ランボー/怒りの脱出（1990年）※TBS版
  - ランボー（1990年）※TBS版

- リバイアサン（1991年、グレン・トンプソン医師）※テレビ朝日版

ロバート・テイラー
- 西部の旅がらす（不明、スティーブ・シンクレア）
- ガンファイターが帰って来た（1971年、ベン・ワイアット） ※東京12ch版

#### 映画
時期不明
- 海賊旗を上げろ （ジャン〈ドン・メゴワン〉）
- 女王陛下の極秘作戦（マーチン・スティーブンス〈ロジャー・ブラウン〉）
- 少年が知っている（ゲーリー・カーター〈ロナルド・ルイス〉）

1967年
- ダイヤルMを廻せ!（ハバード警部〈ジョン・ウィリアムズ〉）※NET版
- 拳銃の報酬（ジョニー・イングラム〈ハリー・ベラフォンテ〉）※NET版

1968年
- 女だけの都　(オリバーレス公 〈ジャン・ミュラ〉）※NHK版

1970年
- 怒りの荒野（クッチャー（判事）〈ルーカス・アマン〉）※NET版
- パリの恋人（エミール・フロストル教授〈ミシェル・オークレール〉）※東京12ch版

1971年
- Z号作戦（ナイト〈ロイ・パーセル〉）
- テレマークの要塞（ロルフ・ペデルセン博士〈カーク・ダグラス〉）※TBS版
- ウィンチェスター銃'73（ハイ・スペード〈ミラード・ミッチェル〉）※NET版
- 大魔境突破（リベラ〈フェルナンド・ラマス〉）※NET版

1972年
- アメリカ上陸作戦（マトックス署長〈ブライアン・キース〉）※TBS版
- 十字架の用心棒（チャスキード〈ギルバート・ローランド〉）※東京12ch版

1973年
- ビザンチン大襲撃（アマルチ〈ガイ・マディソン〉）※NET版
- 鳥（ミッチ・ブレナー〈ロッド・テイラー〉）※フジテレビ版
- 猿の惑星（オノリアス〈ジェームズ・デイリー〉）※TBS版

1974年
- ホット・ロック（アムーサ博士〈モーゼス・ガン〉）※フジテレビ版

1975年
- さよなら，おんぼろアン（ポール・ジェイミソン〈ジョン・コリンス〉）※NHK版

1976年
- ミス・アメリカン・コンテスト（ダン・カーソン〈ボブ・カミングス〉）※NHK版
- ポセイドン・アドベンチャー（フランク・スコット〈ジーン・ハックマン〉）※TBS版

1977年
- ヘルハウス（ライオネル・バレット〈クライブ・レヴィル〉）※フジテレビ版

1979年
- シェーン（ジョー・スターレット〈ヴァン・ヘフリン〉）※テレビ朝日版

1980年
- 地獄の大墜落/エア・インフェルノ（ダン機長〈エディ・アルバート〉）※フジテレビ版

1981年
- 2001年宇宙の旅（ヘイウッド・R・フロイド博士〈ウィリアム・シルベスター〉）※テレビ朝日版

1985年
- マクベス（バンクォー〈イアン・ホッグ〉）※NHK版
- コレクター（隣人〈モーリス・ダリモア〉）※テレビ朝日版

1989年
- サイレント・ローズ／真実への序曲（ニック〈ベン・ギャザラ〉）※NHK版
- 脱走特急（フィンチャム少佐〈トレヴァー・ハワード〉）

1990年
- ロングウェイ・ホーム（リギンス所長〈ジョン・レーン〉）※NHK版

1991年
- スクワッド／栄光の鉄人軍団（ハフナー曹長〈R・リー・アーメイ〉）※テレビ朝日版
- 幸せの長い道（リリーの父〈ルイス・フィッツジェラルド〉）※NHK版

#### ドラマ
時期不明
- 0011ナポレオン・ソロ
  - 第9話（大佐）
  - 第39話（バシル・カルホン）

- ララミー牧場
  - 第1シーズン『出獄者』（チャールズ・ブロンソン）

1964年
- エスピオナージ　※TBS版 
  - 第16話「潜入者」

- コンバット! ※TBS版   
  - 第78話『秘密命令』(モーガン軍曹〈スキップ・オーマイアー〉)

1965年
- 0011ナポレオン・ソロ　※日本テレビ版
  - 第7話『アンデスにロケットを撃ちこめ』（マヌエル警部〈ジェームズ・フローリー〉

1966年
- 0011ナポレオン・ソロ   ※日本テレビ版
  - 第29話『老スパイは死なず』（アルバート・サリー〈マーティン・バルサム〉）

- アイ・スパイ（1966年 - 1970年、アレキサンダー・スコット〈ビル・コスビー〉）※NET版、日本テレビ版

1967年
- ジェリコ（フランク・シェパード〈ドン・フランクス〉）※NET版
- タイムトンネル  ※NHK版
  - 第2話『月への一方通行』(ケイン 〈ラリー・ウォード〉)

- スパイ大作戦  ※フジテレビ版
  - 第8話『誘拐に挑戦しろ』（フランク・イーガン、〈ウィリアム・スミサーズ 〉）
  - 第9話『録音ワイヤーは何処だ』（大尉）
  - 第18話『冷戦のダイナマイト』（バスケイ、〈マイケル・ストロング 〉）

- トワイライト・ゾーン  ※TBS版
  - 第122話『四角い墓場』（スティール・ケリー、〈リー・マーヴィン〉）

1968年
- スパイ大作戦 ※フジテレビ版
  - 第40話『黒の壊滅命令（後編）』（アル・モーガン、〈ポール・ランバート〉）
  - 第57話『密室の金塊』（ハンス・クリム大佐、〈パネル・ロバーツ 〉）

- ハイシャパラル（1968年 - 1969年、バック・キャノン〈キャメロン・ミッチェル〉）
- ラット・パトロール（1968年 - 1969年、 サム・トロイ軍曹〈クリストファー・ジョージ〉）※NET版

1969年
- スパイ大作戦 ※フジテレビ版
  - 第74話『ニトログリセリン』（ゼック将軍、〈ティトス・ヴァンディス〉）

- 動物先生の日記（1969年 - 1970年、ジョン・スティーブンス〈ドン・バスコ〉）

1970年
- 謎の円盤UFO（アレック・E・フリーマン大佐〈ジョージ・シーウェル〉）※日本テレビ版
- スパイ大作戦 ※フジテレビ版
  - 第97話『血の粛清』（ゲオルギー・クール大佐、〈マイケル・バセレオン〉）
  - 第99話『暗号名\"K\"をあばけ』（コンウェイ、〈チャールズ・マコーレイ〉）

1971年
- 謎の円盤UFO ※日本テレビ版
  - 第12話『人間爆弾』(フェアフィールド基地所長〈デレク・スティン〉)
  - 第16話『人間ロボット殺人計画』(エズモンド〈ローランド・カルヴァ〉)

- 弁護士ジャッド ※NHK版
  - 第36話『自縛』(ジョン・ロックハート判事〈ジェームス・デェイリー〉)

- スパイ大作戦 ※フジテレビ版
  - 第114話『スパイ狩り』（サム）

1972年
- プロテクター電光石火 ※日本テレビ版
  - 第2話『脱獄25万ドル』（ベラ・カロレオン、〈パトリック・トラウトン〉）
  - 第6話『白い粉の恐怖』（ぺぺ）

1973年
- プロテクター電光石火 ※日本テレビ版
  - 第22話『怪！ ヒッピーの事故』（マロリー、〈パトリック・アラン〉）

1976年
- 警部マクロード ※NHK版
  - 第27話『帰ってきたマクロード』(パル〈ジェームズ・ウインライト)

1977年
- 刑事コロンボ ※NHK版
  - 第32話『忘れられたスター』（ネッド・ダイヤモンド〈ジョン・ペイン〉）

1978年
- マネー・チェンジャース/銀行王国（ノーラン・ウェインライト〈パーシー・ロドリゲス〉）※NHK版

1980年
- 将軍アイク（ジョージ・S・パットン将軍〈ダーレン・マクギャヴィン〉） ※NHK版

1982年
- 遥かなる西部   ※NHK版　
  - 第12話『永遠の大地』（ポール・ギャレット〈デビッド・ジャンセン〉）

- マルコ・ポーロ シルクロードの冒険（ニコロ・ポーロ〈デンホルム・エリオット〉）※TBS版

1984年
- ハローアインシュタイン 遥かなる宇宙へのメッセージ （ジャック・ブルネ）※日本テレビ版

1985年
- パトカーアダム30（1985年 - 1989年、デニス・シェリダン警視〈リチャード・ハード〉）※日本テレビ版
- 疑惑（バーニー・シーガル〈バリー・ニューマン〉） ※NHK版

1989年
- こちらブルームーン探偵社（〈初代〉アレクサンダー・ヘイズ〈ロバート・ウェッバー〉） ※NHK版

1990年
- ミス・マープル ※NHK版
  - 第10話『カリブ海の秘密』（グレアム医師〈Ｔ・Ｐ・マッケンナ〉）

1991年
- 大統領を作る男たち（ルー・ブレナー〈ジョン・マホーニー〉）※NHK版
- 名探偵ポワロ ※NHK版
  - 第23話『プリマス行き急行列車』（鉱山王ハリディ〈ジョン・ストーン〉）

- 謎の遺産（マーカス・メルヴィル〈デニス・クイリー〉）※NHK版 
- ウルトラマンG（1991年 - 1992年、アーサー・グラント隊長〈ラルフ・コトリール〉）※TBS版

1997年
- 悲劇の大統領リンカーン ※NHK版

#### 人形劇
1968年
- キャプテン・スカーレット ※TBS版
  - 第14話『ファッションショーをねらえ!』（アンドレ・ヴェルダン〈ジェレミー・ウィルキンス〉）
  - 第21話『地球の首都を救え!』（ミッチェル博士〈デヴィッド・ヒーリー〉）

1972年
- ジョー90 ※東京12ch版
  - 第26話『世界一のボディガード』（ヴァルデス将軍〈ジェレミー・ウィルキンス〉）

### テレビアニメ
1965年
- 宇宙少年ソラン（ワイラー）

1972年
- アニメドキュメント ミュンヘンへの道（松平康隆）

1979年
- ジャン・バルジャン物語（ジャン・バルジャン）

1990年
- 雲のように風のように（渾沌）

### 劇場アニメ
1991年
- 子鹿物語（ベニー）

1992年
- 走れメロス（ディオニシウス2世）

### OVA
1993年
- 仮面ライダーSD（立花藤兵衛）

### ゲーム
2000年
- 仮面ライダーV3（立花藤兵衛）※ライブラリ出演

### ナレーション
- 佐武と市捕物控（1968年 - 1969年、MBS / スタジオ・ゼロ）
- バンパイヤ（1968年 - 1969年、CX / 虫プロ）
- 騎馬奉行（1979年 - 1980年、KTV / 東映）
- 鬼平犯科帳（1980年 - 1982年、ANB / 東宝）
- 八百八町夢日記 第2シリーズ（1991年10月 - 1992年9月、NTV / ユニオン映画）

### その他コンテンツ
- 『ウルトラマン』ソノシート（1966年 - 1967年） - ムラマツ隊長

## ディスコグラフィー
- 「シーモンスの唄」（1971年）
  - 『帰ってきたウルトラマン』第13・14話劇中歌として小林本人が歌唱し、作曲も担当[51]。1999年発売の「帰ってきたウルトラマン ミュージックファイル」（バップ）に収録されている。
- 「俺は立花藤兵衛だ」（1974年、日本コロムビア）
  - 『仮面ライダーアマゾンヒット曲集』のなかの一曲として小林本人が歌唱。『仮面ライダーストロンガー』劇中でも使用された。